# جاده قدیم (فیلم)
جاده قدیم فیلمی به کارگردانی و تهیه‌کنندگی منیژه حکمت محصول سال ۱۳۹۶ است. «جاده قدیم» چهارمین فیلم سینمایی منیژه حکمت در مقام کارگردان پس از ۱۰ سال دوری است.
منیژه حکمت با فیلم سینمایی «جاده قدیم» تنها بانوی فیلمساز حاضر در بخش سودای سیمرغ سی و ششمین جشنواره فیلم فجر بود.

## خلاصه داستان
این فیلم داستان زنی کارمند را روایت می‌کند که شب عید نوروز با مشکلاتی مواجه می‌شود.

## بازیگران
| بازیگر          | نقش      |
| مهتاب کرامتی    | مینو     |
| آتیلا پسیانی    | بهرام    |
| پرویز پورحسینی  | آقا جون  |
| ترلان پروانه    | شیدا     |
| محمدرضا غفاری   | خسرو     |
| شیرین یزدان‌بخش  | مادر جان |
| لیلی رشیدی      | عمه لیلی |
| هدی زین‌العابدین | پریسا    |
| بهناز جعفری     | سیما     |
| محمدرضا هدایتی  | حسن آقا  |
| بانیپال شومون   | جوادی    |
| پوریا رحیمی سام | یوسفیان  |
| محمد الهی       | وکیل     |